# Mercury City Tower
La Mercury City Tower (en russe : Меркурий Сити Тауэр) est un gratte-ciel de bureaux situé dans le quartier d'affaires de Moskva-City à Moscou. Avec 338,82 m de hauteur, elle est la 3e plus haute tour d'Europe.

## Construction
Les travaux de construction débutent en 2009, dirigés par Mikhaïl Possokhine et l'architecte américain Frank Williams. Le 17 janvier 2012, elle dépasse la tour City of Capitals, haute de 301,60 m, également située à Moscou, qui était plus haute tour d'Europe.
Alors en cours de construction, elle conserve encore cet avantage le 22 mars suivant, en atteignant la hauteur de 310,80 m, même si le Shard de Londres, devient, avec une hauteur de 309,60 m atteinte le 25 mars, la plus haute « tour achevée » d'Europe, lors de son inauguration le 5 juillet 2012. Au 12 juillet, le 75e et pénultième étage est en construction au-dessus de 325 m.
D'une hauteur totale initialement prévue de 380 mètres, antenne comprise, elle atteint sa hauteur finale, sans antenne, de 338,82 m le 1er novembre 2012.